# Chiesa di Santa Maria dei Miracoli (Messina)
La chiesa di Santa Maria dei Miracoli è un edificio religioso di Messina, costruito per ricordare un evento miracoloso che sarebbe avvenuto nel XVII secolo.

## Storia
Nell'area dove c'è oggi la chiesa, nel 1600 i contadini dovevano lottare contro la mancanza d'acqua, e per questo si affidarono alle preghiere e alla Madonna. Finché l'acqua fu trovata in un pozzo, chiamato da allora "pozzo del miracolo". 
Come suggerito dai principi Alliata, proprietari dei terreni, fu realizzata in quel luogo una cappella che fu dedicata alla Madonna dei Miracoli, e in seguito fu trasformata in chiesetta, dove al primo miracolo ne seguirono molti altri, documentati da migliaia di ex-voto. 
La cappella ha lasciato il posto all'attuale chiesa e ogni anno, nella seconda domenica di agosto, la tradizione è ricordata con una processione a cui partecipano quarantamila fedeli.